# Томсон Аллан
Томсон Аллан (англ. Thomson Allan, нар. 5 жовтня 1946, Лонґридж) — шотландський футболіст, що грав на позиції воротаря.
Виступав, зокрема, за клуби «Гіберніан» та «Данді», а також національну збірну Шотландії.
Володар Кубка шотландської ліги.

## Клубна кар'єра
У дорослому футболі дебютував 1965 року виступами за команду клубу «Гіберніан», в якій провів шість сезонів, взявши участь у 70 матчах чемпіонату. Протягом цього періоду у 1967 році захищав кольори команди канадського «Торонто Сіті».
Своєю грою за останню команду привернув увагу представників тренерського штабу клубу «Данді», до складу якого приєднався 1971 року. Відіграв за команду з Данді наступні сім сезонів своєї ігрової кар'єри. Більшість часу, проведеного у складі «Данді», був основним воротарем команди.
Згодом з 1978 по 1980 рік грав у складі команд клубів «Мідоубанк Тісл» та «Гартс».
Завершив професійну ігрову кар'єру у клубі «Фолкерк», за команду якого виступав протягом 1980—1981 років.

## Виступи за збірну
1974 року провів дві офіційні гри у складі національної збірної Шотландії. Того ж року був включений до складу збірної для участі у чемпіонаті світу 1974 року у ФРН, де залишався резервним голкіпером, одним з дублерів Девіда Гарві. Пізніше до лав національної команди не залучався.

## Титули і досягнення
- Володар Кубка шотландської ліги (1):

«Данді Юнайтед»: 1973—1974